# Macaranga attenuata
Macaranga attenuata là một loài thực vật có hoa trong họ Đại kích. Loài này được J.W.Moore mô tả khoa học đầu tiên năm 1933.